# Этюд для портрета II
«Этюд для портрета II (по прижизненной маске Уильяма Блейка)» (англ. Study for Portrait II (after the Life Mask of William Blake)) — небольшая картина британского художника ирландского происхождения Фрэнсиса Бэкона, созданная в 1955 году. Она была выполнена маслом на холсте и входила в серию из шести портретов, сделанных после того, как Бэкон увидел прижизненную маску Уильяма Блейка, английского поэта, художника и гравёра XVIII—XIX веков, в лондонской Национальной портретной галерее.
Серия напоминает картины Бэкона конца 1940-х—начала 1950-х годов с одиночными вытянутыми мужскими бюстами, установленными на неопределённом плоском тёмном фоне, и, таким образом, может рассматриваться как продолжение его серии картин «Человек в синем», созданной несколькими годами ранее. Вторая версия этюда по прижизненной маске Уильяма Блейка была закончена в январе 1955 года и считается самой сильной из этой серии. Ныне она находится в коллекции Британской галереи Тейт (Лондон).

## История

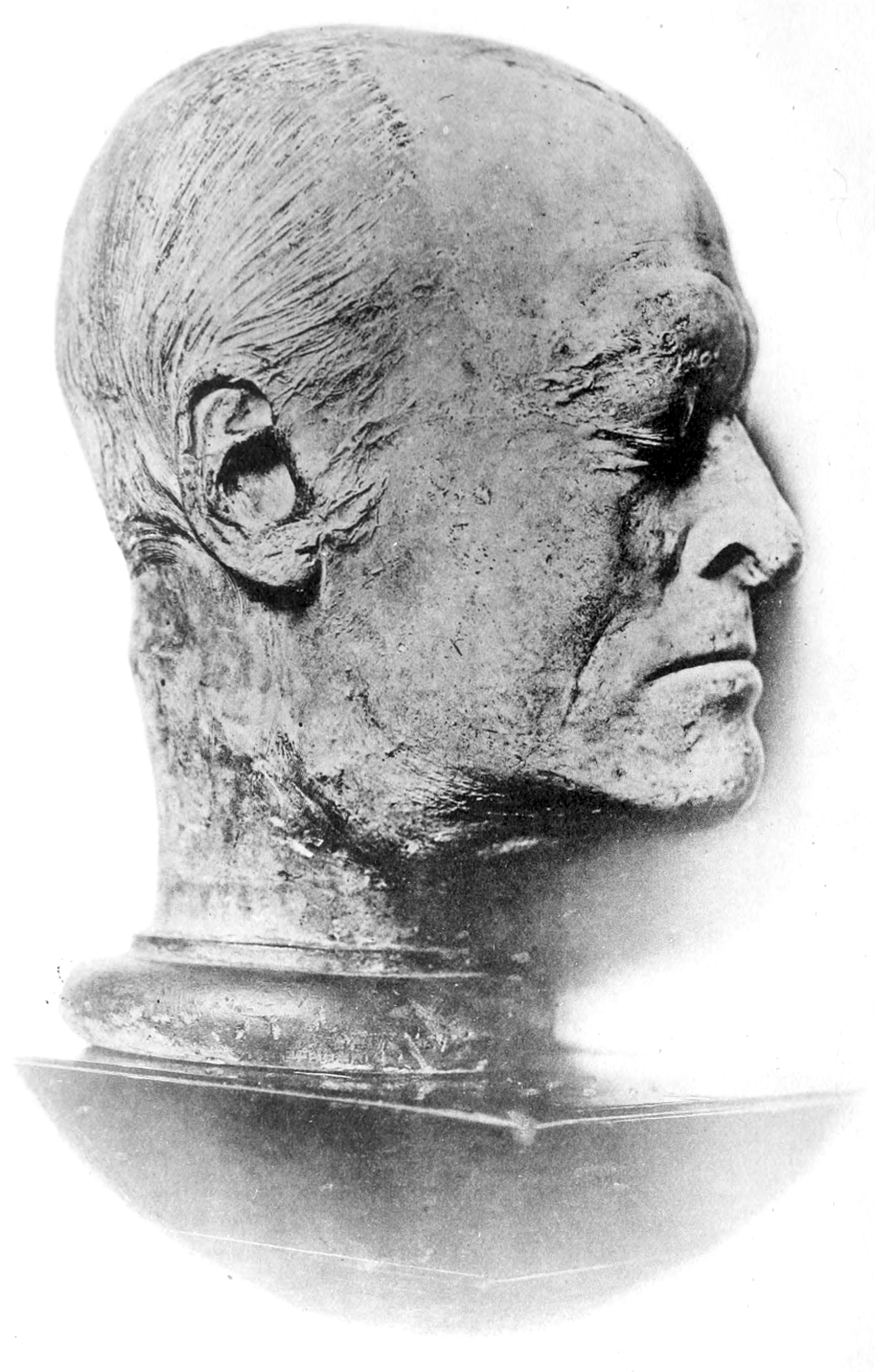
Прижизненная маска Уильяма Блейка, 1823 год

Бэкон взялся за эту серию портретов после того, как композитор Джерард Шурман обратился к нему с просьбой нарисовать обложку для его альбома «Шесть песен Уильяма Блейка» (англ. Six Songs of William Blake), в который входили музыкальные произведения на ряд стихотворений этого английского поэта. Бэкон создал шесть отдельных версий, каждая из которой служила также вариантом его более ранней серии «Человек в синем». Бэкон, по-видимому, рассматривал её как одну из своих самых успешных серий. Как это часто было с портретами Бэкона, каждая из работ была условно названа как «этюд». По мнению искусствоведа Джонатана Джонса это могло быть связано с тем, что Бэкон рассматривал свои портреты Блейка лишь как попытки добраться до сути того, что собой представляет портрет.

## Описание
Моделью для Бэкона служил не слепок или копия прижизненной маски Уильяма Блейка, а чёрно-белые фотографии, предоставленные галереей. Тем не менее гипсовая копия маски была найдена в спальне Бэкона в Риз-Мьюз после его смерти. Этюд II считается самым успешным в художественном аспекте из всей серии. Он описывается как состоящий из широких мазков розового и лилового цветов, с помощью которых Бэкон передаёт неопределённость между восковой маской и человеческой плотью, боль и одиночество, а также невозмутимый дух.

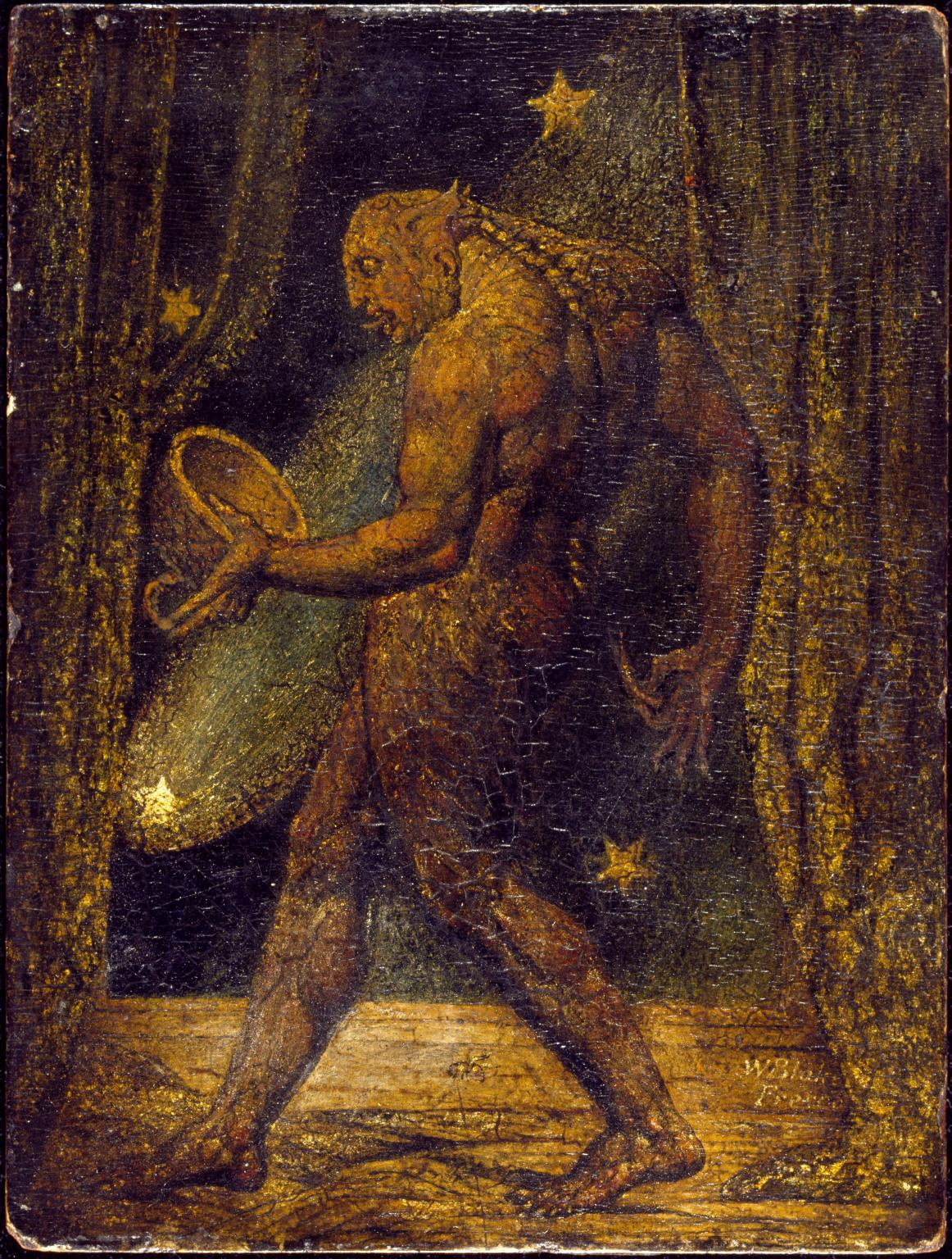
Уильям Блейк «Призрак блохи», ок. 1819—1820, Галерея Тейт

Блейку было около пятидесяти лет, когда была сделана его прижизненная маска скульптором и френологом Джеймсом де Вилем, чей метод и подход находились под влиянием его учителя, английского скульптора Джозефа Ноллекенса, который, чтобы избежать удушья, предоставлял своим моделям соломинки, погружённые в литейный материал. Хотя работа Бэкона содержит словосочетание «прижизненная маска», она более напоминает посмертную маску. Об этом свидетельствуют черный плоский и упрощённый фон, закрытые глаза фигуры и бледная кожа. Губы в этюде плотно сжаты и опущены вниз, как и у маски де Виля. В то время как левый глаз плотно закрыт, его правая бровь приподнята. Джонс писал, что в этой картине Бэкон «постигает нечто под видимой кожей: внутреннее „я“, страдающее в абсолютной изоляции». В этом портрет Бэкона напоминает оригинальный слепок де Виля, который был одобрительно воспринят теми, кто знал Блейка. Согласно данным Национальной портретной галереи друг Блейка, художник Джордж Ричмонд (1809—1896) объяснял неестественную тяжесть рта Блейка дискомфортом от процесса создания маски, поскольку гипс вырвал некоторое количество его волос.
Этюд Бэкона сравнивали с миниатюрной картиной самого Блейка «Призрак блохи», созданной в 1819—1820 годах, отмечая общую для них «мясистую, чудовищную насыщенность» и «власть видения, усматриваемого в темноте».